# 200 (число)
200 (двести) — натуральное число, расположенное между числами 199 и 201. Оно не является простым числом, а относительно последовательности простых чисел расположено между 199 и 201.
- 200 день в году — 19 июля (в високосный год 18 июля).

## В других областях
- 200 год.
- 200 год до н. э.
- В Юникоде 00C816 — код для символа «È» (Latin Capital Letter E With Grave).
- Груз 200 — военный термин, обозначающий транспортировку убитых или умерших людей.
- число 200 читается как «roo» («ру») на языке Leet.
- Код 200 обозначает успешный ответ от HTTP/SIP-сервера.
- количество слов в расширенном списке Сводеша.

|  |  |  |  |
|  |  |  |  |
|  |  |  |  |

- «200» — серия South Park.
- «200 сигарет» — художественный фильм.

## Числа от 200 до 299
| - 200 = 2×2×2×5×5 - 201 = 3×67, 3-е 68-угольное число - 202 = 2×101, 4-е 35-угольное число - 203 = 7×29 - 204 = 2×2×3×17, 8-е девятиугольное число, 3-е 69-угольное число, сумма первых восьми квадратов - 205 = 5×41, 5-е 22-угольное число - 206 = 2×103 - [[207 ( pmid/33338299}}(= 3×3×23, 3-е 70-угольное число - 208 = 2×2×2×2×13, 4-е 36-угольное число - 209 = 11×19 - 210 = 2×3×5×7, 20-е треугольное число, 12-е пятиугольное число, 7-е 15-угольное число, 3-е 71-угольное число - 211 = 47-е простое число - 212 = 2×2×53 - 213 = 3×71, 3-е 72-угольное число - 214 = 2×107, 4-е 37-угольное число - 215 = 5×43, 5-е 23-угольное число - 216 = 2×2×2×3×3×3, 6-е 16-угольное число - 217 = 7×31, 7-е 12-угольное число - 218 = 2×109 - 219 = 3×73, 3-е 74-угольное число - 220 = 2×2×5×11, 4-е 38-угольное число, дружественное число с 284 - 221 = 13×17 - 222 = 2×3×37, 3-е 75-угольное число - 223 = 48-е простое число - 224 = 2×2×2×2×2×7 - 225 = 3×3×5×5, 15-е квадратное число, 9-е восьмиугольное число, 5-е 24-угольное число, 3-е 76-угольное число - 226 = 2×113, 4-е 39-угольное число - 227 = 49-е простое число - 228 = 2×2×3×19, 3-е 77-угольное число - 229 = 50-е простое число - 230 = 2×5×23, в 10 делится без остатка на сумму своих цифр - 231 = 3×7×11, 21-е треугольное число, 11-е шестиугольное число, 6-е 17-угольное число, 3-е 78-угольное число - 232 = 2×2×2×29, 8-е 10-угольное число, 4-е 40-угольное число - 233 = 51-е простое число, 13-е число из ряда Фибоначчи - 234 = 2×3×3×13, 3-е 79-угольное число - 235 = 5×47, 10-е семиугольное число, 5-е 25-угольное число - 236 = 2×2×59 - 237 = 3×79, 3-е 80-угольное число - 238 = 2×7×17, 7-е 13-угольное число, 4-е 41-угольное число, сумма первых 13-и простых чисел - 239 = 52-е простое число - 240 = 2×2×2×2×3×5, 3-е 81-угольное число - 241 = 53-е простое число - 242 = 2×11×11 - 243 = 3×3×3×3×3, 3е 82-угольное число, число Харсхада - 244 = 2×2×61, 4-е 42-угольное число - 245 = 5×7×7, 5-е 26-угольное число - 246 = 2×3×41, 6-е 18-угольное число, 3-е 83-угольное число - 247 = 13×19, 13-е пятиугольное число - 248 = 2×2×31 - 249 = 3×83, 3-е 84-угольное число | - 250 = 2×5×5×5, 4-е 43-угольное число - 251 = 54-е простое число - 252 = 2×2×3×3×7, 3-е 85-угольное число - 253 = 11×23, 22-е треугольное число - 254 = 2×127 - 255 = 3×5×17, 5-е 27-угольное число, 3-е 86-угольное число - 256 = 2×2×2×2×2×2×2×2, 16-е квадратное число, 4-е 44-угольное число - 257 = 55-е простое число - 258 = 2×3×43, 3-е 87-угольное число - 259 = 7×37, 7-е 14-угольное число - 260 = 2×5×13, 8-е 11-угольное число - 261 = 3×3×29, 9-е девятиугольное число, 6-е 19-угольное число, 3-е 88-угольное число - 262 = 2×131, 4-е 45-угольное число - 263 = 56-е простое число - 264 = 2×2×2×3×11, 3-е 89-угольное число - 265 = 5×53, 5-е 28-угольное число - 266 = 2×7×19 - 267 = 3×89, 3-е 90-угольное число - 268 = 2×2×67, 4-е 46-угольное число - 269 = 57-е простое число - 270 = 2×3×3×3×5, 3-е 91-угольное число - 271 = 58-е простое число - 272 = 2×2×2×2×17 - 273 = 3×7×13, 3-е 92-угольное число - 274 = 2×137, 4-е 47-угольное число - 275 = 5×5×11, 5-е 29-угольное число - 276 = 2×2×3×23, 23-е треугольное число, 12-е шестиугольное число, 6-е 20-угольное число, 3-е 93-угольное число - 277 = 59-е простое число - 278 = 2×139 - 279 = 3×3×31, 3-е 94-угольное число - 280 = 2×2×2×5×7, 10-е восьмиугольное число, 7-е 15-угольное число, 4-е 48-угольное число - 281 = 60-е простое число, сумма первых 14-и простых чисел - 282 = 2×3×47, 3-е 95-угольное число - 283 = 61-е простое число - 284 = 2×2×71 - 285 = 3×5×19, 5-е 30-угольное число, 3-е 96-угольное число, сумма первых девяти квадратов. - 286 = 2×11×13, 11-е семиугольное число, 4-е 49-угольное число - 287 = 7×41, 14-е пятиугольное число - 288 = 2×2×2×2×2×3×3, 8-е 12-угольное число, 3-е 97-угольное число - 289 = 17×17, 17-е квадратное число - 290 = 2×5×29 - 291 = 3×97, 6-е 21-угольное число, 3-е 98-угольное число - 292 = 2×2×73, 4-е 50-угольное число - 293 = 62-е простое число - 294 = 2×3×7×7, 3-е 99-угольное число - 295 = 5×59, 5-е 31-угольное число - 296 = 2×2×2×37 - 297 = 3×3×3×11, 9-е 10-угольное число, 3-е 100-угольное число - 298 = 2×149, 4-е 51-угольное число - 299 = 13×23 |